# Julius LeBlanc Stewart

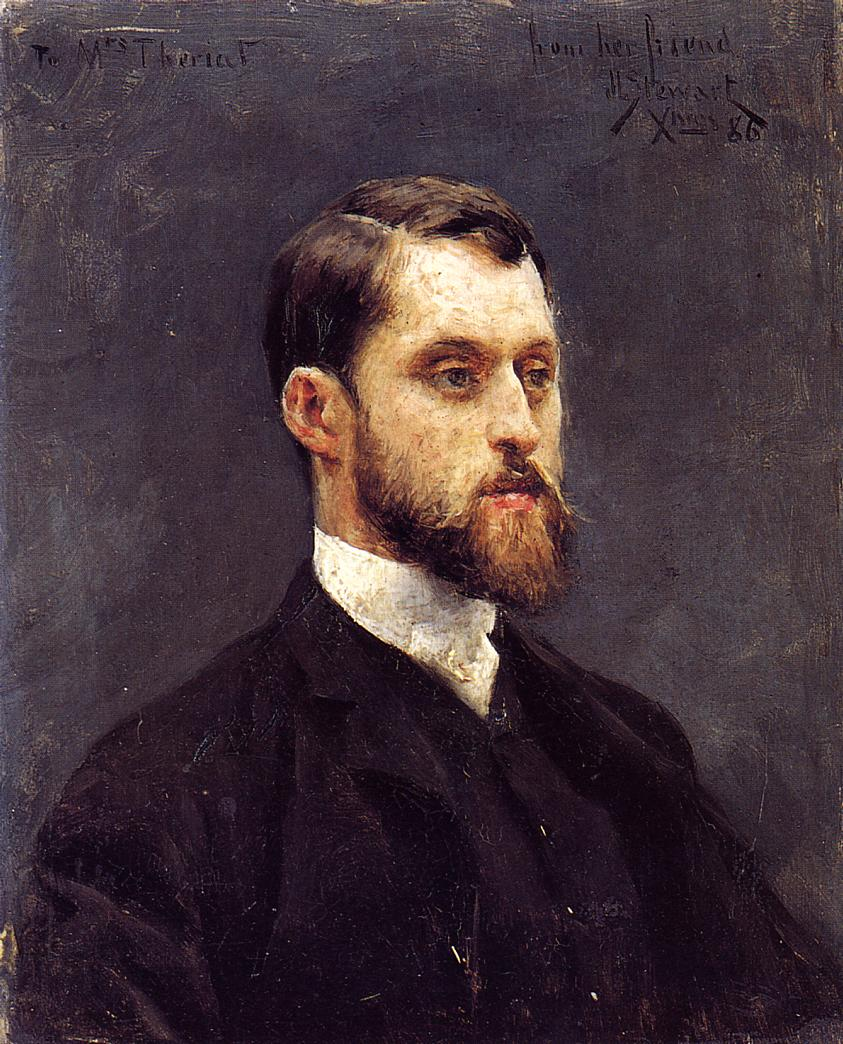
Zelfportret (1886).

Julius LeBlanc Stewart (Philadelphia, 6 september 1855 – Parijs, 4 januari 1919) was een Amerikaans kunstschilder. Hij wordt wel gerekend tot de academische kunst.

## Leven en werk

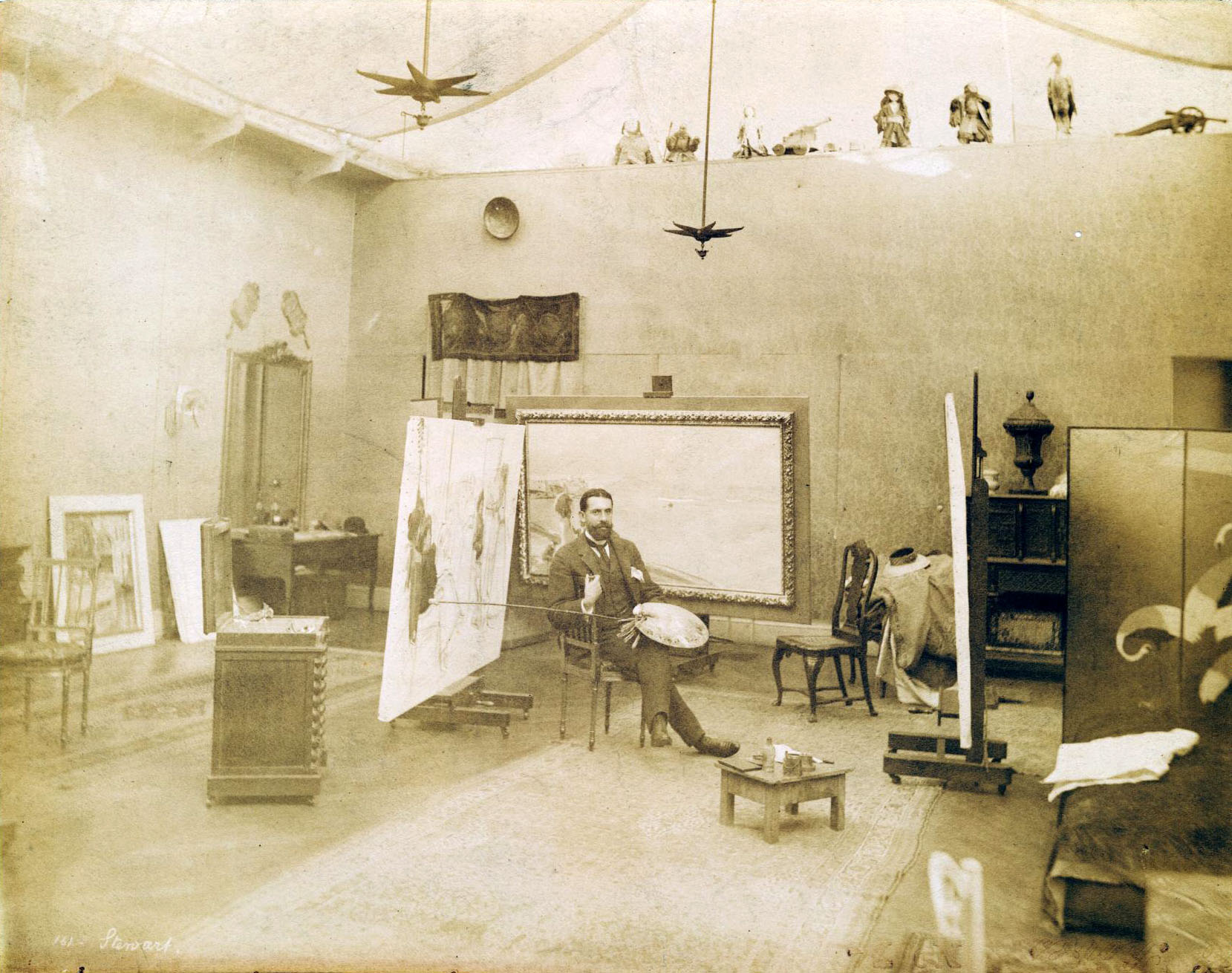
LeBlanc Stewart in zijn Parijse atelier.

Stewart was de zoon van de miljonair en kunstverzamelaar William Hood Stewart. In 1866 verhuisde de familie naar Parijs, waar zijn vader een soort beschermheer werd van Marià Fortuny en schilders uit de school van Barbizon. 
Stewart studeerde in Parijs onder Jean-Léon Gérôme aan de École des Beaux Arts en later bij Raimundo de Madrazo y Garreta. Hij werd beïnvloed door John Singer Sargent, die hem de “Parijzenaar uit Philadelphia” noemde.
Stewart hoefde zich om zijn inkomen geen zorgen te maken en leidde een zorgeloos leven dat zich weerspiegelt in zijn schilderijen. Hij maakte naam als schilder van grote groepsportretten, vaak van vrienden en bekenden, bijvoorbeeld van de familie Vanderbilt. Daarnaast schilderde hij ook veel zeiltaferelen en ook een groot aantal sensuele naakten. Op latere leeftijd schakelde hij over op religieuze onderwerpen.
Stewart wordt tegenwoordig vooral herinnerd als een typische belle-époque-schilder. Hij exposeerde regelmatig in de Parijse Salon en won diverse prijzen, onder andere tijdens een grote internationale expositie in Berlijn, in 1895. Heden ten dage brengen zijn schilderijen hoge prijzen op tijdens veilingen, bijvoorbeeld On the Yacht "Namouna", Venice (1890), met actrice Lillie Langtry, en Yachting on the Mediterranean (1896). Laatstgenoemd schilderij bracht in 2005 ruim 2,3 miljoen dollar op bij Christie's.

## Galerij

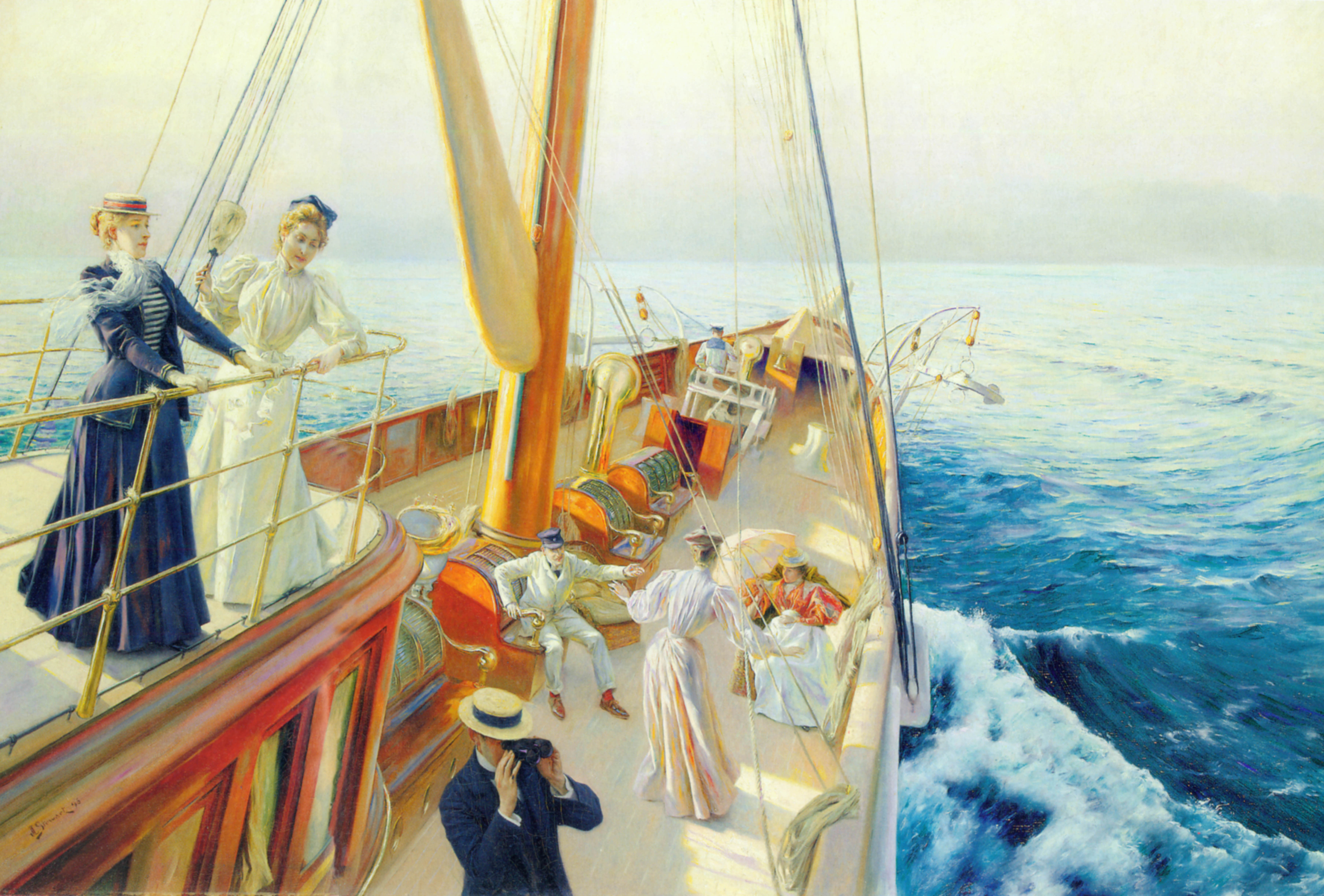
Yachting in the Mediterranean, 1896
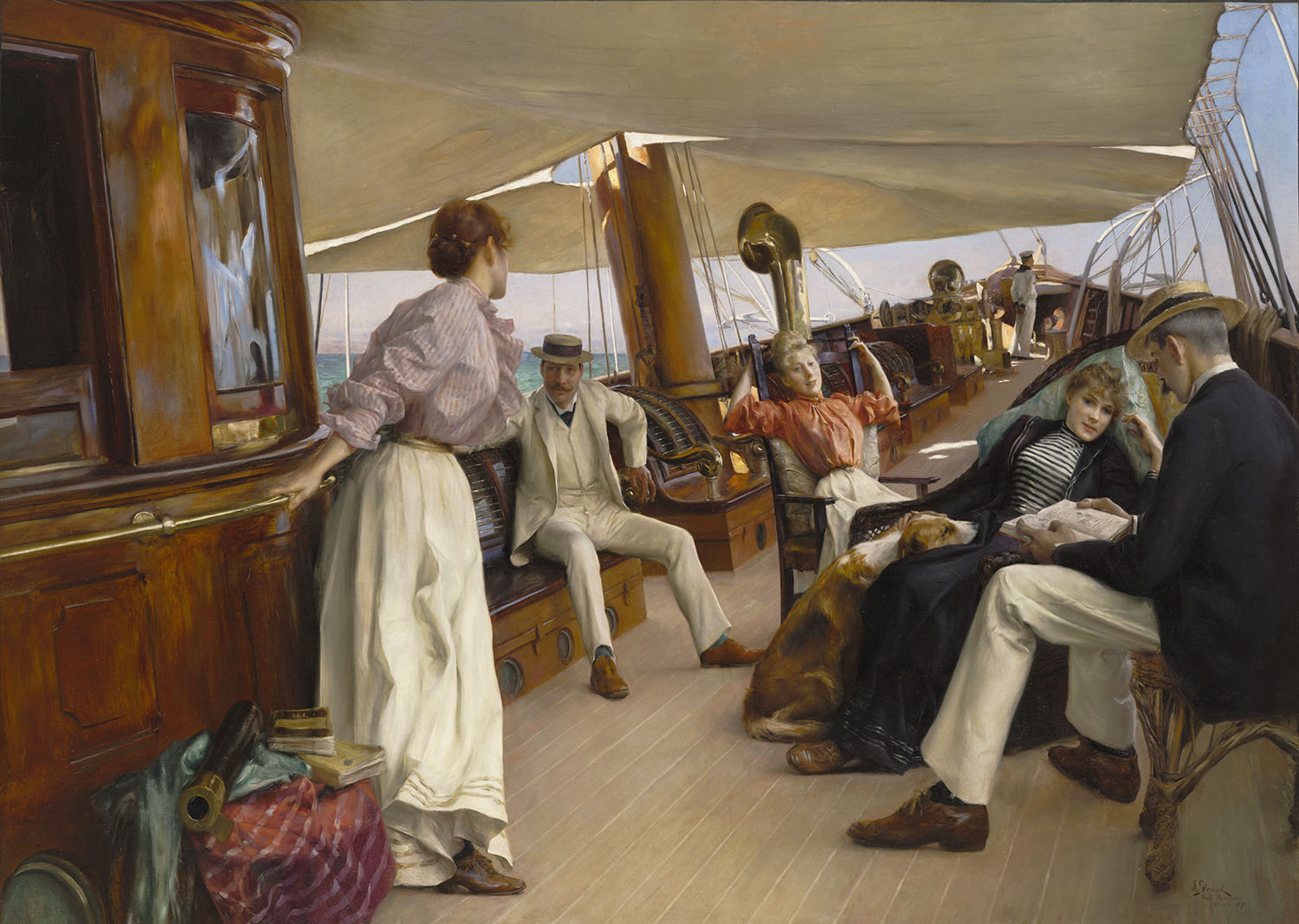
On the Yacht„Namouna“, Venice, 1896 (de zittende vrouw rechts is Lilly Langtry)
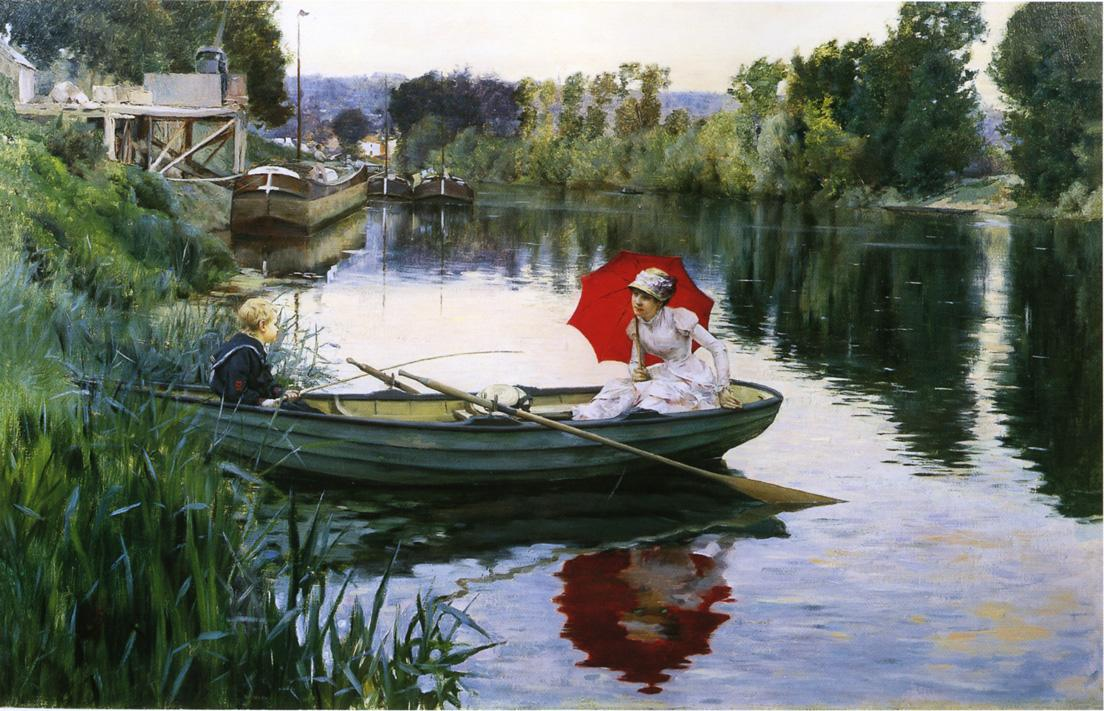
A quiet day on the Seine, 1880
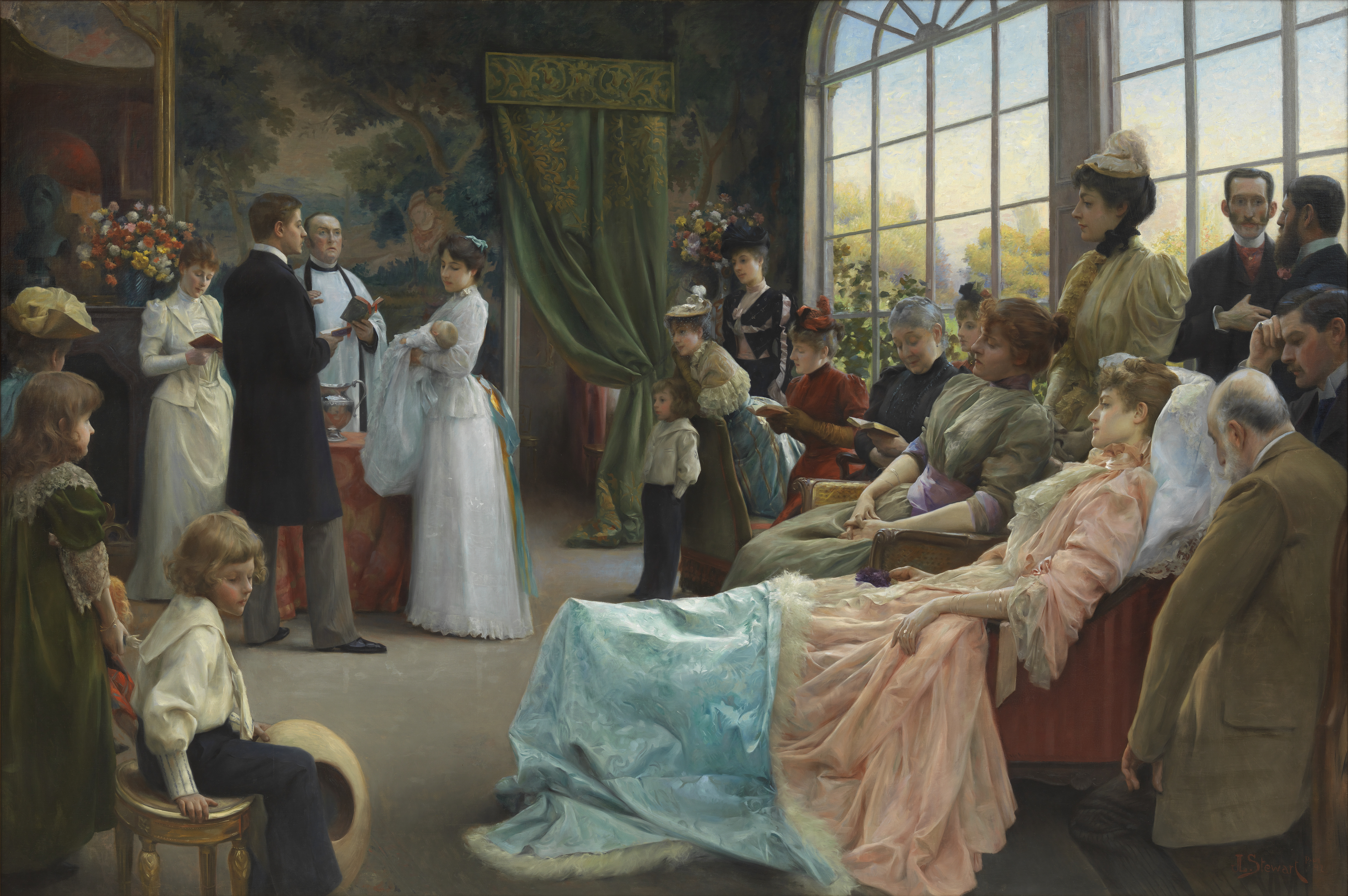
The Baptism, 1892
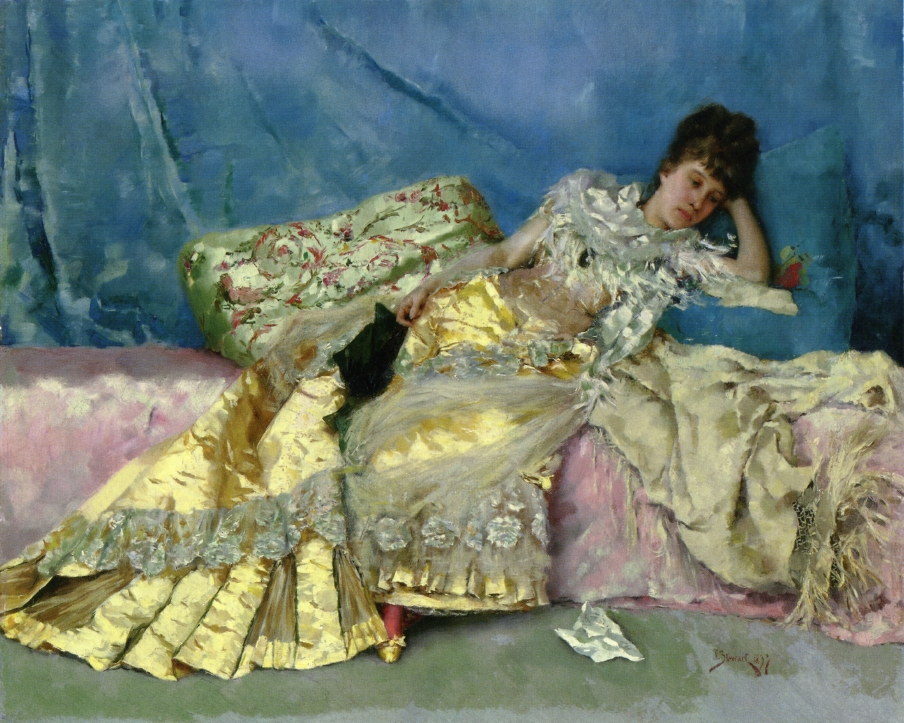
Lady on a Pink Divan, 1877
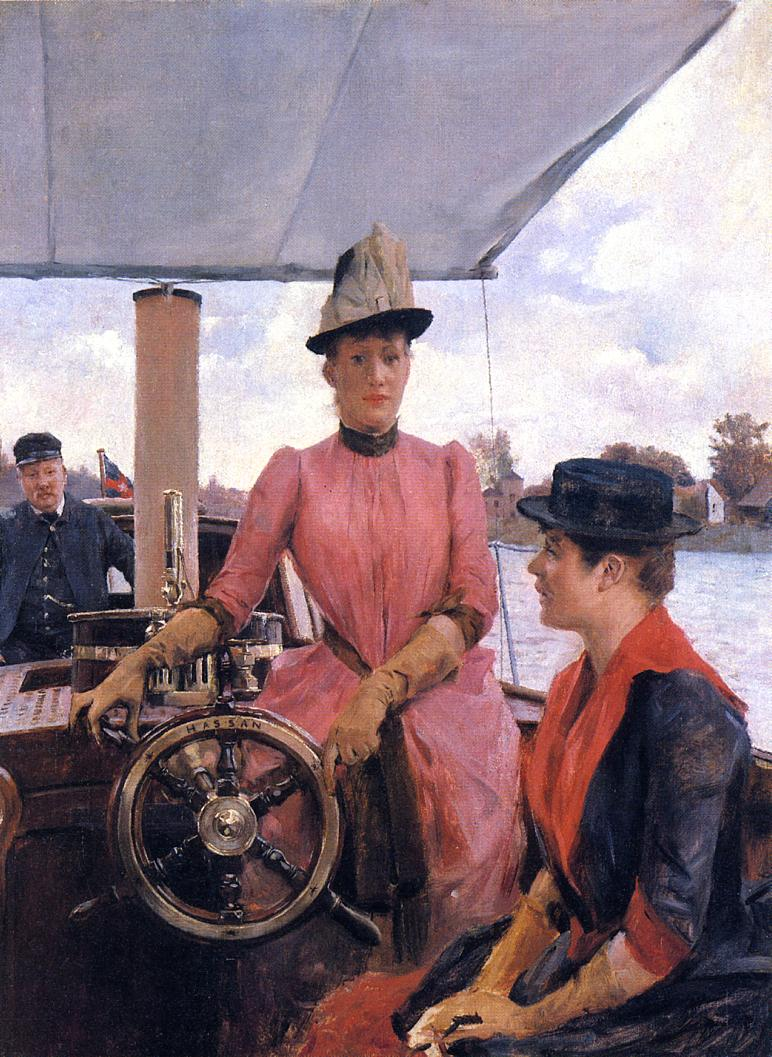
Full Speed, 1886
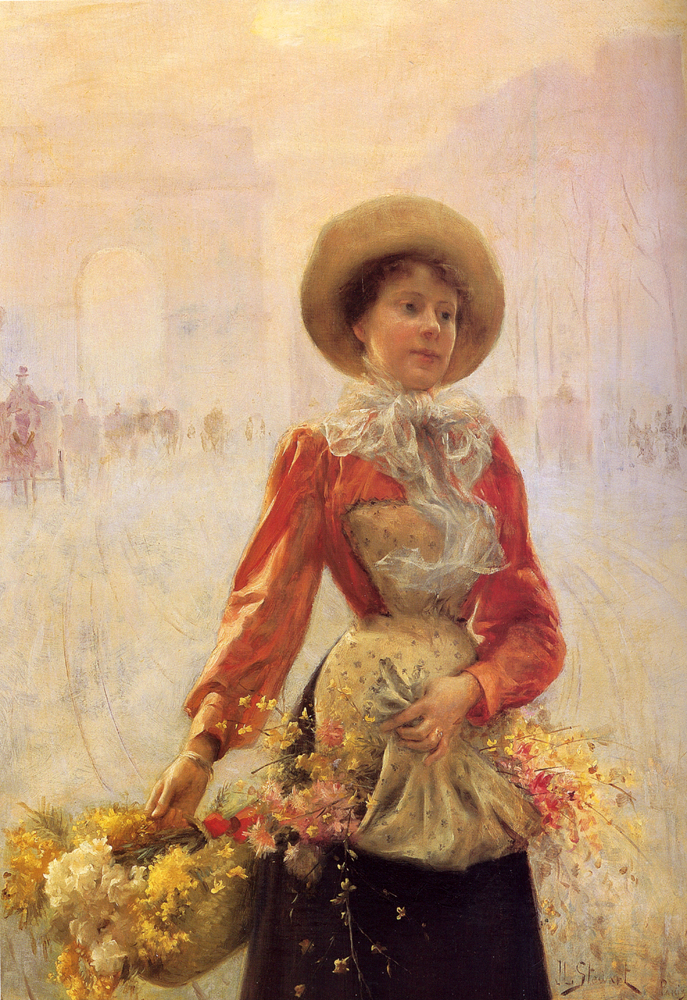
Flower Girl, 1890
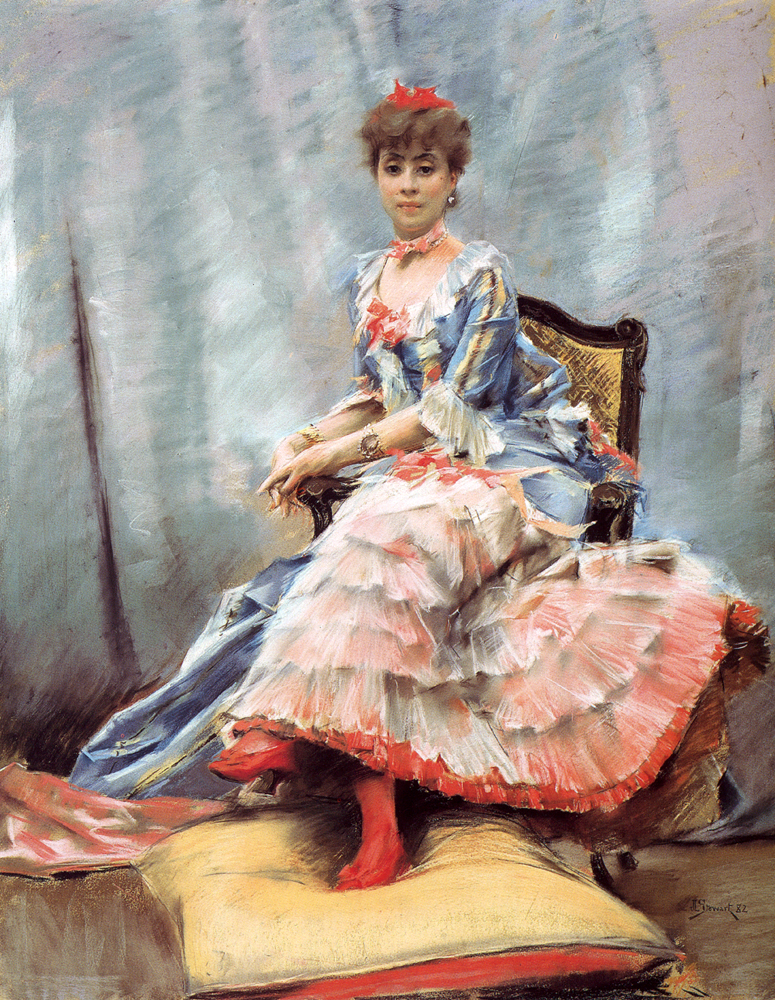
Portrait Of Laure Hayman, 1882
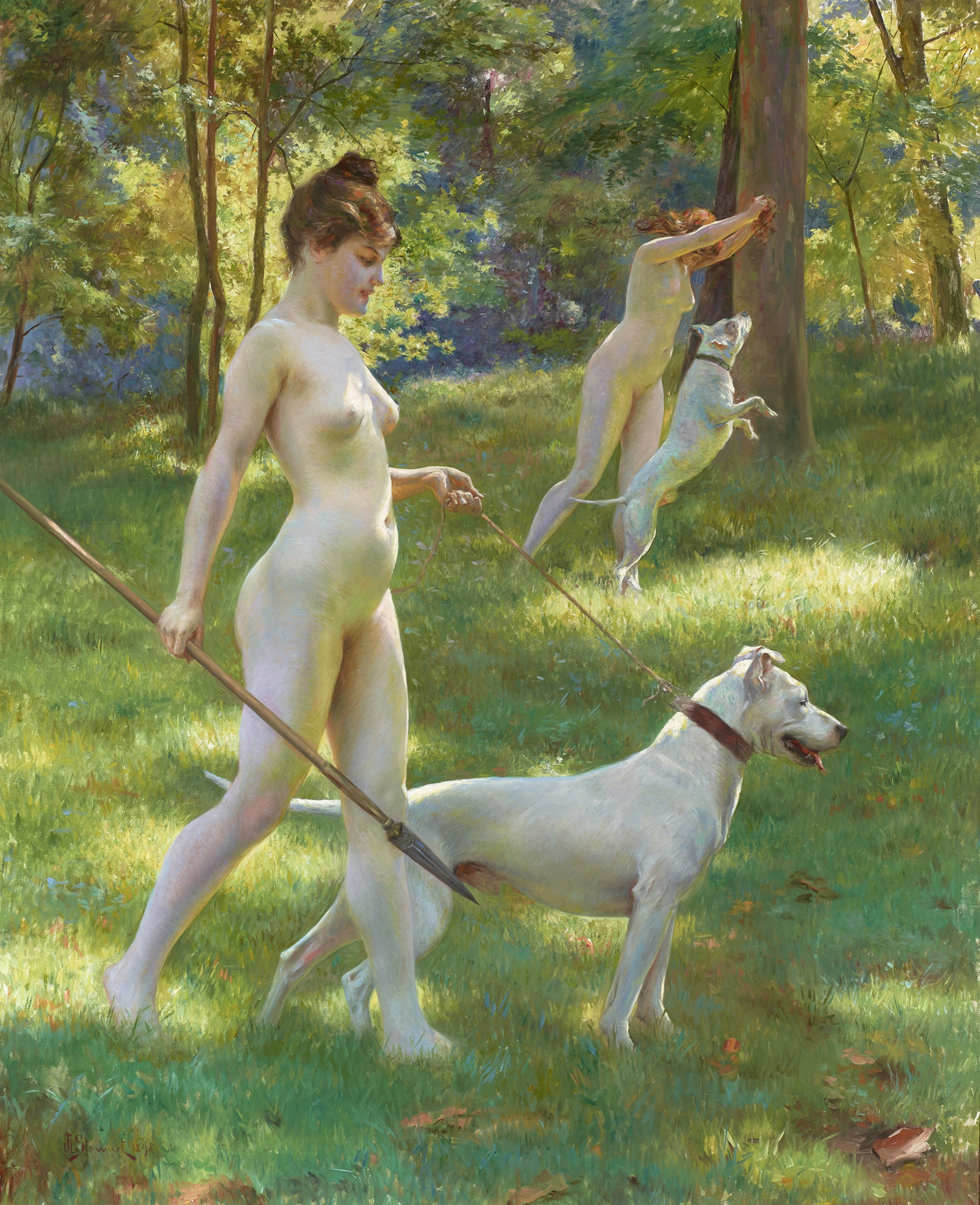
Nymphs Hunting, 1898
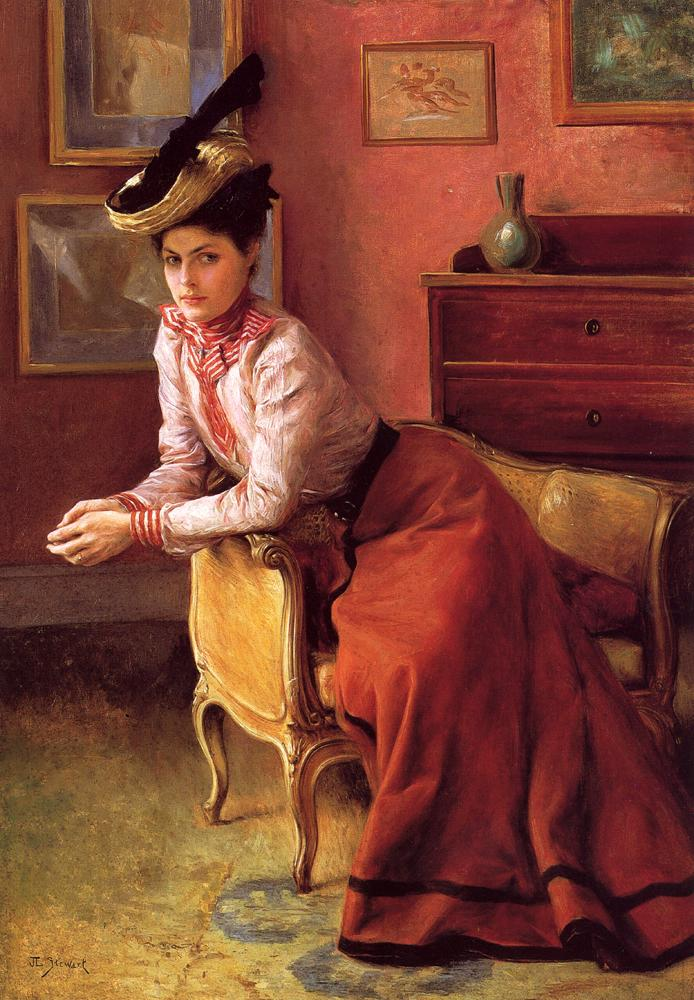
Elegante au Sofa, 1895